# (113203) Szabó
(113203) Szabó ist ein Asteroid des Hauptgürtels, der am 7. September 2002 vom ungarischen Astronomen Krisztián Sárneczky an der Piszkéstető Station (Sternwarten-Code 561) des Konkoly-Observatoriums im Mátra-Gebirge in Nordungarn entdeckt wurde.
Der Asteroid ist nach dem ungarischen Astronomen Gyula M. Szabó (* 1979) benannt, der das Szeged Asteroid Program initiierte und zusammen mit dem Entdecker mehrere Asteroiden entdeckte. Die Benennung erfolgte am 30. März 2010.